# Giuseppe Beghetto
Giuseppe Beghetto (nascido em 8 de outubro de 1939) é um ex-ciclista italiano, ativo entre 1958 e 1971 na estrada e pista. Na pista, ele conquistou três ouro e três medalhas de prata no sprint no Campeonato Mundial (UCI) de 1961–1968. Ele também ganhou uma medalha de ouro no evento tandem nas Olimpíadas de Roma 1960, junto com seu rival sprint Sergio Bianchetto, e estabeleceu recordes mundial nos 200 m (11,40) e em 1 km (1:08.40). Na estrada, ele venceu duas etapas do Giro di Sardenha em 1969 e participou no Tour de France 1970. Seu filho, Massimo é um ex-futebolista e técnico.